# Formula One Grand Prix
Formula One Grand Prix (w Stanach Zjednoczonych znana jako World Circuit) – gra traktująca o mistrzostwach świata w Formule 1. Wyprodukowana i wydana przez amerykańskie studio MicroProse.

## Rozgrywka
Formula One Grand Prix oferuje 16 dokładnie odwzorowanych torów wyścigowych z sezonu 1991, wszystkich kierowców z sezonu 1991 (bez prawdziwych nazwisk). Gra została stworzona z myślą dla początkujących jak i zaawansowanych graczy. W grze dostępnych jest kilka trybów rozgrywki: pojedynczy wyścig, mistrzostwa świata w sezonie 1991 (treningi, kwalifikacje, wyścig), w trakcie mistrzostw gracz może zmienić ustawienia bolidu, opony, czas trwania kwalifikacji, ilość okrążeń, jeden z pięciu poziomów trudności. W grze zawarto dużą ilość ułatwień: automatyczna skrzynia biegów, pomoc przy hamowaniu oraz niezniszczalność.

## Odbiór gry
Polski serwis Gry-Online stwierdził, że gra jest bardzo dobrze dopracowana, zawiera doskonały model jazdy, wysoki realizm, dobrze wykonaną oprawę wizualną oraz bardzo dobry system rejestracji powtórek.